# McIntosh (Nuovo Messico)
McIntosh è un census-designated place (CDP) degli Stati Uniti d'America della contea di Torrance nello Stato del Nuovo Messico. La popolazione era di 1.484 abitanti al censimento del 2010. McIntosh ha un ufficio postale con ZIP code 87032, aperto il 28 agosto 1906. La New Mexico State Road 41 passa attraverso la comunità.

## Geografia fisica
Secondo lo United States Census Bureau, il CDP ha una superficie totale di 57,68 km², dei quali 57,68 km² di territorio e 0 km² di acque interne (0% del totale).

## Società

### Evoluzione demografica
Secondo il censimento del 2010, la popolazione era di 1.484 abitanti.

### Etnie e minoranze straniere
Secondo il censimento del 2010, la composizione etnica del CDP era formata dal 78,17% di bianchi, l'1,55% di afroamericani, l'1,68% di nativi americani, lo 0,54% di asiatici, lo 0% di oceanici, il 13,34% di altre razze, e il 4,72% di due o più etnie. Ispanici o latinos di qualunque razza erano il 35,92% della popolazione.